# Bassam Salih Kubba
Bassam Salih Kubba (arabisch بسام صالح كبة‎; * 27. April 1944 in Bagdad; † 12. Juni 2004 ebenda) war stellvertretender irakischer Außenminister und gehörte der Religionsgemeinschaft der Schiiten an.

## Leben
Kubba studierte englische Literatur an der Universität von Bagdad und erhielt seinen Master für Internationale Beziehungen an der St. John’s University in New York. Seit 1968 war er im Außenministerium tätig. In den 1990er-Jahren war er unter Saddam Hussein irakischer Botschafter in der Volksrepublik China. Im April 2004 wurde er auf den Posten des stellvertretenden irakischen Außenministers berufen. Am 12. Juni 2004 wurde er auf dem Weg zur Arbeit von Unbekannten erschossen.
| Personendaten    | Personendaten                                                    |
| ---------------- | ---------------------------------------------------------------- |
| NAME             | Kubba, Bassam Salih                                              |
| KURZBESCHREIBUNG | stellvertretender irakischer Außenminister (April bis Juni 2004) |
| GEBURTSDATUM     | 27. April 1944                                                   |
| GEBURTSORT       | Bagdad                                                           |
| STERBEDATUM      | 12. Juni 2004                                                    |
| STERBEORT        | Bagdad                                                           |